# 司馬漼
司马漼（?—?），字思冲，西晋宗室，司马懿之孙，琅邪武王司马伷第四子。
太康十年（289年）十一月，晋武帝以琅邪王司马觐弟司马澹为东武公，司马繇为东安公，司马漼为广陵公，司马卷为东莞公。食邑二千九百户。历任左将军、散骑常侍。永宁元年（301年）赵王司马伦篡位，四月，司马漼与左卫将军王舆攻杀孙秀、孙会、许超、士猗、骆休等，因废司马伦迎晋惠帝之功，进封淮陵王（治今安徽省明光市女山湖镇邵岗境内），入朝为尚书，加侍中，转任宗正、光禄大夫。去世后，子司馬融嗣位。
| 前任： 初封 | 晋朝淮陵王 301年－？ | 繼任： 司馬融 |